# Antonia Vicente
Antonia Vicente Solla, conocida como Toñi Vicente, (Zaragoza, 30 de agosto de 1979) es una deportista española de Élite Internacional de la Federación Española de Halterofilia. Es campeona de Aragón Absoluta en diferentes categorías de peso corporal 59, 64, 58, 63, 69 kg. En 1998, ganó sus primeras medallas de Plata en un Nacional y en los años 2006, 2007 y 2009, consiguió alzarse como campeona de España en la categoría de 69 kg. En 2007, además, se convirtió en la primera levantadora aragonesa en conseguir alzar 100 kg.

## Trayectoria deportiva
Con 17 años, Vicente ganó su primer campeonato de Aragón Júnior, premio regional que siguió ganando hasta 2006. En 2002, se alzó como campeona de España en la Categoría 63 kg. En 2006 y hasta 2009, pasó a ser miembro del Equipo Nacional y participó en campeonatos europeos y mundiales en Categoría de 69 kg. Con 19 años consiguió su primera medalla de plata en un Nacional y desde entonces ha sido deportista de nivel cualificado por el Gobierno de Aragón desde 2006 hasta 2010 y en 2014.
En el primer campeonato de Europa de Halterofilia, Vicente quedó decimotercera y, cuando compitió en el segundo campeonato en 2009, en la categoría de 63 kg, mejoró su marca levantando 168 kilos (74 en arrancada y 94 en dos tiempos).

## Reconocimientos
Trofeo San Jorge, 2 récords absolutos de Aragón categorías 63 kg y mejor marca femenina. Trofeo ciudad de Zaragoza: 1.ª clasificada (selección española absoluta). Campeonato de España federaciones: 2.ª clasificada categoría 63 kg RANKING NACIONAL categorías Segunda categoría 63 kg. ha obtenido medallas en los últimos cinco años: Campeonato Júnior de 1999, 2.ª clasificada, en absoluto 3.ª en 2000, subcampeona en 2001, campeona de España en 2002 y subcampeona en 2003. Campeona de Aragón Absoluta en las categorías de peso corporal 59, 64, 58, 63, 69 kg. Premios Nacionales Año 2014, 3.ª campeonato de España. Año 2011 2.ª campeonato de España. En 2010 3.ª campeonato de España. 2006, 2007 y 2009 campeona de España en Categoría de 69 kg. Antonia Vicente, «TOÑI», quedó en el 13.º puesto en el Campeonato de Europa de Bucarest de Halterofilia. Campeonato Júnior de 1999 2.ª clasificada, y absoluto 3.ª en 2000, subcampeona en 2001, campeona de España en 2002 y subcampeona en 2003. En el 1998 gana sus primeras medallas de Plata en un Nacional. Premios Internacionales Novena en el campeonato del mundo universitario en Cat. 63 kg. Récord de Aragón Absolutos en las Categorías de 58, 63 y 69 kg. Así mismo en diversas categorías Júnior. Fue deportista de nivel cualificado por el Gobierno de Aragón desde 2006 hasta 2010 y en 2014. Fue miembro del Equipo Nacional desde 2006 hasta 2009. Ha participado en campeonatos europeos y mundiales. La federación Española de Halterofilia Le otorga el título deportista elite internacional. En 2007 consigue ser la primera levantadora aragonesa en conseguir alzar 100 kilos.